# Boris Majorov
Boris Aleksandrovitsj Majorov (Russisch: Борис Александрович Майоров) (Moskou, 11 februari 1938) was een Sovjet-Russisch ijshockeyer.
Majorov won tijdens de Olympische Winterspelen 1964, Olympische Winterspelen 1968 de gouden medaille, de olympische titels waren tevens wereldtitels.
Majorov werd tussen 1963 en 1968 zesmaal wereldkampioen.
Majorov speelde gedurende zijn hele carrière voor HC Spartak Moskou, met deze ploeg werd hij in 1962, 1967 en 1969 landskampioen van de Sovjet-Unie.
Majorov werd na zijn carrière coach van onder andere Spartak Moskou.
Majorov speelde jarenlang bij Spartak Moskou samen met zij tweelingbroer Jevgeni. Jevgeni werd in 1964 ook olympisch kampioen.